# Die Anaesthesiologie
Die Anaesthesiologie (bis Mai 2022 Der Anaesthesist) ist eine monatlich erscheinende medizinische Fachzeitschrift im Gebiet Anästhesiologie und wird von Springer Medizin (Teil von Springer Nature), früher Springer-Verlag, herausgegeben. Das Spektrum der Zeitschrift beinhaltet Anästhesie, Intensivmedizin, Notfallmedizin und Katastrophenmedizin und Schmerztherapie und richtet sich sowohl an niedergelassene als auch in der Klinik tätige Anästhesisten.
Für die Zeitschrift existieren zwei Internationale Standardseriennummern (ISSN), und zwar für die gedruckte und die Online-Ausgabe. Die Anaesthesiologie erscheint zwölfmal pro Jahr. Die Online-First-Artikel werden bereits vor der gedruckten Ausgabe veröffentlicht und sind über die DOI (Digital-Object-Identifier-Nummer) such- und zitierbar. Die verkaufte Auflage der gedruckten Version beträgt 3.885 Exemplare.
Die Fachzeitschrift wird in Zusammenarbeit mit der Deutschen Gesellschaft für Anästhesiologie und Intensivmedizin, der Österreichischen Gesellschaft für Anästhesiologie, Reanimation und Intensivmedizin und der Schweizerischen Gesellschaft für Anaesthesiologie und Reanimation herausgegeben, deren Organ sie darstellt. Es erschien zudem ein vierteljährlicher Sonderteil Regional-Anästhesie, (1984, als 7. Band) herausgegeben von H. C. Niesel, H. Nolte und Ottheinz Schulte-Steinberg.
Im April 2022 kündigte der Springer Medizin Verlag die Umbenennung der Zeitschrift zu Die Anaesthesiologie zum Juni 2022 an.

## Bisherige Herausgeber und Ehrenherausgeber
- Rudolf Frey
- Alfred Doenicke
- Otto Mayrhofer
- Hansjürg Schaer
- Klaus Peter
- Rolf Rossaint
- Bernhard Zwißler